# Pantopipetta longituberculata
Pantopipetta longituberculata är en havsspindelart som först beskrevs av Turpaeva, E.P., och fick sitt nu gällande namn av  1955. Pantopipetta longituberculata ingår i släktet Pantopipetta och familjen Austrodecidae. Inga underarter finns listade i Catalogue of Life.